# Indianapolis Racers
Die Indianapolis Racers waren ein Eishockeyteam in Indianapolis, das von 1974 bis 1978 in der nordamerikanischen World Hockey Association (WHA) aktiv war.

## Geschichte

### Gründung und Erfolge
In ihrer dritten Saison wurde die World Hockey Association um zwei auf 14 Teams aufgestockt. Eines der beiden neuen Teams waren die Indianapolis Racers. Bereits am 14. September 1973 bekamen Dick Tinkham und John Weissert den Zuschlag für das neue Team. Auf den Tag genau ein Jahr später eröffnete die neue Market Square Arena mit ihren 16.500 Plätzen.
Als Trainer hatte man Gerry Moore verpflichtet, der im Vorjahr mit den Dallas Black Hawks in der CHL den Adams Cup gewonnen hatte. Dem Team hatte man durchaus Erfolg zugetraut, doch der blieb im ersten Jahr aus. Einziger Lichtblick war Goalie Andy Brown, der von den Pittsburgh Penguins gekommen war. Die schwache Verteidigung setzte Brown, der als letzter Profitorwart ohne Maske spielte, Spiel für Spiel einer Flut an Schüssen aus. Für seinen Mut wurde er als einziger Spieler des Teams zum WHA All-Star Spiel eingeladen. Paul Deneau, der ehemalige Besitzer der Houston Aeros, hatte das Team bereits im Dezember übernommen.
Zur zweiten Saison holte man Jacques Demers als Coach und mit Pat Stapleton einen Führungsspieler für die Verteidigung. Als im Laufe der Saison die Minnesota Fighting Saints aufgelöst wurden, holte man noch die NHL-Legende Dave Keon. So verstärkt konnten die Racers Platz 1 in der Eastern Division belegen. Zur Saison 1976/77 kehrte Keon zum neuen Team in Minnesota zurück und auch der Erfolg blieb nicht in Indianapolis. Man wurde dritter im Osten und Deneau musste Teile des Teams an ein Konsortium um Harold Dukote verkaufen. Im Laufe von 1977 stieg Deneau aus und Dukote war der neue Chef. 
Nachdem Ende 1977 die Pleite nah war, kaufte sich der ehemalige Besitzer der Edmonton Oilers, Nelson Skalbania, bei den Racers ein. Im Sommer 1978 plante er den Umbau der Mannschaft und verpflichtete einen hoffnungsvollen jungen Spieler, Wayne Gretzky. Doch Gretzky blieb nur die ersten acht Spiele in der Saison 1978/79 und brachte es auf 3 Tore und 3 Vorlagen. Danach mussten die Racers ihn mit zwei weiteren Spielern für 850.000 Dollar an die Edmonton Oilers abgeben. Mit diesem Geld überstanden die Racers noch 15 weitere Spiele, in denen dann auch ein weiterer Jungstar zum Einsatz kam. Mark Messier begann seine professionelle Karriere in diesem Jahr bei den Indianapolis Racers. Am 15. Dezember 1978 gab Skalbania die Auflösung der Racers bekannt.

### Vereinsrekorde
- Meiste Spiele: Ken Block 267 Spiele
- Meiste Tore: Claude St. Sauveur 63 Tore
- Meiste Vorlagen: Michel Parizeau 88 Assists
- Meiste Punkte: Michel Parizeau 136 Punkte
- Meiste Strafminuten: Kim Clackson 519 Strafminuten

- Meiste Spiele eines Torhüters: Andy Brown 86 Spiele
- Meiste Siege eines Torhüter: Michel Dion 31 Siege
- Meiste Shutouts: Andy Brown 3 Shutouts